# حبق شجيري
حبق شجيري (الاسم العلمي:Ocimum fruticosum) هو نوع من النباتات يتبع جنس الحبق من الفصيلة الشفوية.